# Rexa lordina
Rexa lordina är en insektsart som beskrevs av Navás 1920. Rexa lordina ingår i släktet Rexa och familjen guldögonsländor. Inga underarter finns listade i Catalogue of Life.